# Schloss Vaduz
Schloss Vaduz (tysk for "Vaduz Slot") er Liechtensteins regenters officielle residens. Slottet er har givet navn til hovedstaden Vaduz, som man kan se fra den nærliggende bakketop, hvorpå slottet er placeret.
De tidligste beviser for slottet findes i skødet udstedt af greve Rudolf von Werdenberg-Sargans ved salget til Ulrich von Matsch. De første ejermænd – sandsynligvis også bygherrerne – var greverne af Werdenberg-Sargans.
Det ubeboede hovedtårn (Bergfried) fra det 12. århundrede og dele af den østlige side er ældst. Tårnet er placeret på et jordstykke på cirka 12 x 13 m og murene er op til 4 meter tykke.
Siden 1712 har slottet været residens for fyrstefamilien i Liechtenstein. Under Johann II's styre blev slottet restaureret fra 1905 til 1920. Det blev senere udbygget til brug som hjem til Franz Joseph II.
Siden 1938 har slottet været primærresidens for fyrstefamilien. Slottet kan ikke besøges af turister.